# (9932) Kopylov
(9932) Kopylov est un astéroïde de la ceinture principale.

## Description
(9932) Kopylov est un astéroïde de la ceinture principale. Il fut découvert le 23 août 1985 à Naoutchnyï par Nikolaï Tchernykh. Il présente une orbite caractérisée par un demi-grand axe de 2,55 UA, une excentricité de 0,09 et une inclinaison de 14,2° par rapport à l'écliptique.

## Compléments